# エスニック
| ウィキペディアには「エスニック」という見出しの百科事典記事はありません（タイトルに「エスニック」を含むページの一覧/「エスニック」で始まるページの一覧）。 代わりにウィクショナリーのページ「エスニック」が役に立つかもしれません。 |